# WC (reper)
William L. Calhoun Jr. (Austin, Teksas, SAD, 9. kolovoza 1970.), bolje poznat po svom umjetničkom imenu WC je američki reper, tekstopisac i glumac. U svojoj ranoj dobi života zajedno sa svojim roditeljima William se preselio u Los Angeles, Kaliforniju.

## Diskografija
- 1998.: The Shadiest One
- 2002.: Ghetto Heisman
- 2007.: Guilty by Affiliation
- 2011.: Revenge of the Barracuda

## Filmografija
| Filmovi | Filmovi                        | Filmovi            | Filmovi        |
| Godina  | Film                           | Uloga              | Bilješke       |
| ------- | ------------------------------ | ------------------ | -------------- |
| 1989.   | Wiseguy                        | William L. Calhoun | Manja uloga    |
| 1995.   | Friday                         | Shooter            | Manja uloga    |
| 1996.   | Moesha                         | Tyrone             | Manja uloga    |
| 1996.   | Set It Off                     | Darnell            | Manja uloga    |
| 1998.   | Da Game of Life                | Casino Patron      | Sporedna uloga |
| 1999.   | The Breaks                     | Whiskers           | Sporedna uloga |
| 2001.   | Air Rage                       | Ferris             | Manja uloga    |
| 2002.   | White Boy                      | Marcus             | Manja uloga    |
| 2003.   | Stranded                       | Scott Richmond     | Sporedna uloga |
| 2004.   | One on One                     | Hypnotiq           | Manja uloga    |
| 2005.   | Cuts                           | Hypnotiq           | Manja uloga    |
| 2006.   | It Ain't Easy                  | Hawk               | Manja uloga    |
| 2008.   | Belly 2: Millionaire Boyz Club | Rock               | Sporedna uloga |
| 2011.   | Footprints                     | Big Chuck          | Sporedna uloga |

## Vanjske poveznice
- Službena stranica  Arhivirana inačica izvorne stranice od 10. ožujka 2011. (Wayback Machine)
- WC na Twitteru
- WC na MySpaceu
- WC na Allmusicu
- WC na Internet Movie Databaseu